# Jim Doyle
James Edward "Jim" Doyle (født 23. november 1945 i Washington D.C.) er var den 44' Guvernør i den amerikanske delstat Wisconsin. Han er medlem af det Demokratiske parti.
Doyle er født i Washington D.C. og tiltrådte 6. januar 2003 som guvernør for Wisconsin. 3. januar 2011 blev han afløst af Scott Walker fra det Republikanske parti som guvernør, efter at Doyle ikke genopstillede ved valget i 2010.

## Personlig baggrund
James Doyle er søn af Ruth Bachhuber Doyle og James E. Doyle, Sr. Faren var stifer af Demokratiske parti i Wisconsin, og forsøgte uden held at blive valgt til guvernørposten i 1954. Moren var medlem af Wisconsin State Assembly.
Doyle dimitterede fra Madison West High School i 1963 og gik derefter på Stanford University i tre år. Han afsluttede sit sidste år af jurastudiet på University of Wisconsin-Madison. Efter eksamen arbejdede Doyle i perioden 1967 til 1969 som lærer i Tunesien, som en del af Peace Corps.
I 1972 fik Doyle sin juridisk doktorgrad fra Harvard University. Han flyttede derefter til Navajo-reservatet i Chinle, i Arizona, hvor han arbejdede for de føderale myndigheder.
Doyle er gift med Jessica Laird Doyle, niece af tidligere kongresmedlem Melvin R. Laird, og oldebarn af William D. Connor, som var viceguvernør i Wisconsin fra 1907 til 1909. De har to adopterede sønner, Gus og Gabe, datteren Carrie, samt 2 børnebørn.